# Muhammed Lawal
Muhammed Lawal, también conocido como King Mo (11 de enero de 1981), es un artista marcial mixto y luchador profesional estadounidense. Lawal es el excampeón de peso semipesado de Strikeforce, y también ha competido para World Victory Road y M-1 Global.

## Biografía
Lawal fue criado junto a sus hermanos por una madre soltera musulmana. Al crecer, Lawal era fan de la lucha libre profesional y comenzó a competir en lucha libre en Plano East Senior High School en Plano, Texas. Como joven, Lawal ganó un título estatal en la categoría grecorromana y también terminó como subcampeón del estado. Durante su último año, Lawal se mantuvo invicto y se convirtió en campeón del estado.

## Carrera en la lucha libre profesional

### Carrera temprana
Lawal fue un fanático de la lucha libre profesional desde temprana edad. Al graduarse de la universidad, la promoción de lucha profesional World Wrestling Entertainment le ofreció un contrato a Lawal. Lawal pasó una semana en Ohio Valley Wrestling, el territorio de desarrollo de la WWE, antes de rechazar finalmente la oferta de contrato, en lugar de optar por seguir una carrera en artes marciales mixtas.

### Total Nonstop Action Wrestling (2012–2015)
En mayo de 2012, al firmar con Bellator Fighting Championships, Lawal también firmó un contrato por separado con la promoción de lucha libre Total Nonstop Action Wrestling (TNA), con la intención de seguir simultáneamente carreras en artes marciales mixtas y lucha libre profesional. Lawal declaró que esperaba aparecer con TNA "dos o tres veces al mes o siempre que me puedan reservar" y que "si tengo una pelea próxima, no haré shows o grabaciones". En septiembre de 2012, se informó que Lawal se entrenaría como luchador profesional en Ohio Valley Wrestling, ahora el territorio de desarrollo de TNA en Louisville, Kentucky. Lawal hizo su primera aparición en TNA en el episodio del 4 de octubre de 2012 de Impact Wrestling. Luego pasó a servir como ejecutor invitado especial para una pelea callejera entre Bobby Roode y James Storm en el pago por evento de Bound for Glory el 14 de octubre de 2012. 
King Mo regresó a TNA en el episodio del 24 de julio de 2014 de Impact Wrestling como un talón, atacando a Tommy Dreamer, Bully Ray y Devon y alineándose con el Equipo Dixie y Dixie Carter. A finales de 2014, King Mo fue eliminado del Equipo Dixie debido a su ausencia de TNA.
Cuando se le preguntó en febrero de 2015 si volvería a aparecer para TNA, King Mo dijo: "Siempre he sido MMA al 100%. Si me llaman, haré una aparición. En este momento, no hay nada en la lucha a menos que ellos resérvame para hacer algo ". El 20 de julio de 2015, Mo anunció su salida de TNA.

### Circuito independiente (2014)
El 14 de junio de 2014 en House of Hardcore 6, King Mo participó en un desafío especial de Master Lock de Chris Masters junto con otros luchadores al final, King Mo pudo evitar ser puesto en The Masterlock y pudo Masters en una presentación de bloqueo de pierna haciendo que Masters aproveche. 

### Regreso a Impact Wrestling (2017)
El 27 de junio de 2017, se anunció que King Mo haría su regreso a Impact Wrestling y estaría en la esquina de Lashley para su partido de Impact Wrestling TNA World Heavyweight Championship en Slammiversary.

### Major League Wrestling (2019-presente)
El 8 de noviembre de 2019, Mo vistió una camisa MLW durante su entrada a su pelea final por Bellator. A la mañana siguiente se anunció que había firmado un acuerdo exclusivo con la promoción y que debutaría para la promoción en su próxima grabación de TV. Ganó su primer partido para la promoción, que se transmitió en su episodio de Acción de Gracias de MLW Fusion por sumisión.

## Carrera en artes marciales mixtas

### Strikeforce
El 13 de octubre de 2009, se anunció que Lawal había firmado un contrato de múltiples peleas con Strikeforce. El contrato le permitió seguir luchando en el circuito japonés, donde ha ganado su notoriedad.
En su carrera en Strikeforce, Lawal fue campeón de peso semipesado y cosechó una racha de 3 victorias, 1 derrota y una pelea sin resultado.

### Bellator MMA
El 10 de mayo de 2012, se informó de que Lawal había firmado un contrato con la promoción de artes marciales mixtas Bellator MMA.
El 24 de enero de 2013, Lawal hizo su debut en Bellator como participante del torneo de la temporada 8 de peso semipesado. Lawal derrotó a Przemyslaw Mysiala por KO en cuartos de final. Lawal se enfrentó a Emanuel Newton en las semifinales el 21 de febrero de 2013 en Bellator 90, donde era uno de los favoritos, Lawal perdió por KO en la primera ronda.
En el torneo de verano de 2013, Lawal derrotó a Seth Petruzelli en Bellator 96 y a Jacob Noe en Bellator 97 (ambos por KO/TKO), ganando de esta manera el torneo.
Lawal se volvió a enfrentar a Emanuel Newton el 2 de noviembre de 2013 en Bellator 106 por el campeonato interino de peso semipesado. Lawal perdió de nuevo ante Newton, pero está vez por decisión unánime.
Lawal compitió en el décimo torneo de peso semipesado, donde derrotó a Mikhail Zayats el 28 de febrero de 2014 en las semifinales. Ya en la final, Lawal fue derrotado por Quinton Jackson el 17 de mayo de 2014 por decisión unánime.
El 5 de septiembre de 2014, Lawal se enfrentó a Dustin Jacoby en Bellator 123. Lawal ganó la pelea por nocaut técnico en la segunda ronda.
Lawal se enfrentó a Joe Vedepo el 15 de noviembre de 2014 en Bellator 131. Lawal ganó la pelea por nocaut técnico en la tercera ronda.
El 27 de febrero de 2015, Lawal se enfrentó a Cheick Kongo en Bellator 134. Lawal ganó la pelea por decisión dividida.
El 19 de septiembre de 2015, Lawal se enfrentó a Linton Vassell en Bellator MMA & Glory: Dynamite 1. Lawal ganó la pelea por decisión unánime.
Lawal se enfrentó a Phil Davis el 14 de mayo de 2016 en Bellator 154. Lawal perdió la pelea por decisión unánime.

## Vida personal
Los padres de Lawal son inmigrantes de Nigeria. Lawal nació en Murfreesboro, Tennessee, y tiene un hermano menor llamado Abdullah y una hermana menor llamada Aminat. Los tres fueron criados por una madre soltera. El padre de Muhammed se suicidó cuando Lawal tenía veinte años.

## Campeonatos y logros
- Bellator MMA
  - Torneo de Peso Semipesado Bellator Verano 2013 (Campeón)
  - Torneo de Peso Semipesado Bellator Sesión 10 (Subcampeón)

- Strikeforce
  - Campeón de Peso Semipesado (Una vez)

- Rizin Fighting Federation
  - Torneo de Peso Pesado (Campeón)

## Registro en artes marciales mixtas
| Resultado     | Récord    | Oponente            | Método                 | Evento                                 | Fecha                    | Ronda | Tiempo | Localización             | Notas                                                                                                   |
| ------------- | --------- | ------------------- | ---------------------- | -------------------------------------- | ------------------------ | ----- | ------ | ------------------------ | --- |
| Derrota       | 21–10 (1) | Andrew Kapel        | KO (golpes)            | Bellator 233                           | 8 de noviembre de 2019   | 1     | 1:22   | Thackerville, Oklahoma   | Lawal anunció su retiro como peleador profesional tras la pelea.                                        |
| Derrota       | 21–9 (1)  | Jiri Prochazka      | TKO (golpes)           | Rizin 15                               | 21 de abril de 2019      | 3     | 3:02   | Yokohama                 | Por el Campeonato inaugural de Peso Semipesado de Rizin                                                 |
| Derrota       | 21–8 (1)  | Liam McGeary        | TKO (golpes)           | Bellator 213                           | 15 de diciembre de 2018  | 3     | 0:53   | Honolulu, Hawái          | |
| Derrota       | 21–7 (1)  | Ryan Bader          | TKO (golpes)           | Bellator 199                           | 12 de mayo de 2018       | 1     | 0:15   | San Jose, California     | Cuartos de final del Grand Prix de peso pesado de Bellator.                                             |
| Victoria      | 21–6 (1)  | Quinton Jackson     | Decisión (unánime)     | Bellator 175                           | 31 de marzo de 2017      | 3     | 5:00   | Rosemont, Illinois       | |
| Derrota       | 20–6 (1)  | Mirko Filipović     | TKO (golpes)           | Rizin World Grand-Prix 2016: 2nd Round | 29 de diciembre de 2016  | 2     | 1:41   | Saitama                  | |
| Victoria      | 20–5 (1)  | Satoshi Ishii       | Decisión (unánime)     | Bellator 169                           | 16 de diciembre de 2016  | 3     | 5:00   | Dublín                   | |
| Derrota       | 19–5 (1)  | Phil Davis          | Decisión (unánime)     | Bellator 154                           | 14 de mayo de 2016       | 3     | 5:00   | San José, California     | |
| Victoria      | 19–4 (1)  | Jiri Prochazka      | KO (golpe)             | Rizin Fighting Federation 2            | 31 de diciembre de 2015  | 1     | 5:09   | Saitama                  | Torneo de Peso Pesado (final).                                                                          |
| Victoria      | 18–4 (1)  | Teodoras Aukstuolis | Decisión (unánime)     | Rizin Fighting Federation 2            | 31 de diciembre de 2015  | 2     | 5:00   | Saitama                  | Torneo de Peso Pesado (semifinal).                                                                      |
| Victoria      | 17–4 (1)  | Brett McDermott     | KO (golpes)            | Rizin Fighting Federation 1            | 29 de diciembre de 2015  | 1     | 9:10   | Saitama                  | Torneo de Peso Pesado (cuartos de final).                                                               |
| Victoria      | 16–4 (1)  | Linton Vassell      | Decisión (unánime)     | Bellator MMA & Glory: Dynamite 1       | 19 de septiembre de 2015 | 2     | 5:00   | San José, California     | Torneo de Peso Semipesado (semifinal).                                                                  |
| Victoria      | 15–4 (1)  | Cheick Kongo        | Decisión (dividida)    | Bellator 134                           | 27 de febrero de 2015    | 3     | 5:00   | Uncasville, Connecticut  | Retorno al peso pesado.                                                                                 |
| Victoria      | 14–4 (1)  | Joe Vedepo          | TKO (golpes)           | Bellator 131                           | 15 de noviembre de 2014  | 3     | 0:39   | San Diego, California    | |
| Victoria      | 13–4 (1)  | Dustin Jacoby       | TKO (golpes)           | Bellator 123                           | 5 de septiembre de 2014  | 2     | 1:13   | Uncasville, Connecticut  | |
| Derrota       | 12–4 (1)  | Quinton Jackson     | Decisión (unánime)     | Bellator 120                           | 17 de mayo de 2014       | 3     | 5:00   | Southaven, Mississippi   | Torneo de Peso Semipesado (final).                                                                      |
| Victoria      | 12–3 (1)  | Mikhail Zayats      | Decisión (unánime)     | Bellator 110                           | 28 de febrero de 2014    | 3     | 5:00   | Uncasville, Connecticut  | Torneo de Peso Semipesado (semifinal).                                                                  |
| Derrota       | 11–3 (1)  | Emanuel Newton      | Decisión (unánime)     | Bellator 106                           | 2 de noviembre de 2013   | 5     | 5:00   | Long Beach, California   | Por el Campeonato Interino de Peso Semipesado de Bellator.                                              |
| Victoria      | 11–2 (1)  | Jacob Noe           | TKO (golpes)           | Bellator 97                            | 31 de julio de 2013      | 3     | 2:51   | Río Rancho, Nuevo México | Torneo de Peso Semipesado (final).                                                                      |
| Victoria      | 10–2 (1)  | Seth Petruzelli     | KO (golpe)             | Bellator 96                            | 19 de junio de 2013      | 1     | 1:35   | Thackerville, Oklahoma   | Torneo de Peso Semipesado (semifinal).                                                                  |
| Derrota       | 9–2 (1)   | Emanuel Newton      | KO (golpe giratorio)   | Bellator 90                            | 21 de febrero de 2013    | 1     | 2:35   | West Valley City, Utah   | Torneo de Peso Semipesado (semifinal).                                                                  |
| Victoria      | 9–1 (1)   | Przemyslaw Mysiala  | KO (golpe)             | Bellator 86                            | 24 de enero de 2013      | 1     | 3:52   | Thackerville, Oklahoma   | Torneo de Peso Semipesado (cuartos de final).                                                           |
| Sin resultado | 8–1 (1)   | Lorenz Larkin       | Sin resultado          | Strikeforce: Rockhold vs. Jardine      | 7 de enero de 2012       | 2     | 1:32   | Las Vegas, Nevada        | Originalmente victoria por KO; resultado cambiado después de que Lawal diera positivo por drostanolone. |
| Victoria      | 8–1       | Roger Gracie        | KO (golpe)             | Strikeforce: Barnett vs. Kharitonov    | 10 de septiembre de 2011 | 1     | 4:37   | Cincinnati, Ohio         | |
| Derrota       | 7–1       | Rafael Cavalcante   | TKO (golpes y codazos) | Strikeforce: Houston                   | 21 de agosto de 2010     | 3     | 1:14   | Houston, Texas           | Perdió el Campeonato de Peso Semipesado de Strikeforce.                                                 |
| Victoria      | 7–0       | Gegard Mousasi      | Decisión (unánime)     | Strikeforce: Nashville                 | 17 de abril de 2010      | 5     | 5:00   | Nashville, Tennessee     | Ganó el Campeonato de Peso Semipesado de Strikeforce.                                                   |
| Victoria      | 6–0       | Mike Whitehead      | KO (golpes)            | Strikeforce: Evolution                 | 19 de diciembre de 2009  | 1     | 3:08   | San José, California     | |
| Victoria      | 5–0       | Mark Kerr           | KO (golpes)            | M-1 Global: Breakthrough               | 28 de agosto de 2009     | 1     | 0:25   | Kansas City, Kansas      | Peso pesado.                                                                                            |
| Victoria      | 4–0       | Ryo Kawamura        | Decisión (unánime)     | Sengoku 7                              | 20 de marzo de 2009      | 3     | 5:00   | Tokio                    | |
| Victoria      | 3–0       | Yukiya Naito        | TKO (golpes)           | Sengoku no Ran 2009                    | 4 de enero de 2009       | 1     | 3:54   | Saitama                  | |
| Victoria      | 2–0       | Fábio Silva         | TKO (golpes)           | Sengoku 6                              | 1 de noviembre de 2008   | 3     | 0:41   | Saitama                  | Peso pesado.                                                                                            |
| Victoria      | 1–0       | Travis Wiuff        | TKO (golpes)           | Sengoku 5                              | 28 de septiembre de 2008 | 1     | 2:11   | Tokio                    | Peso pesado.                                                                                            |